# Patrolscharte

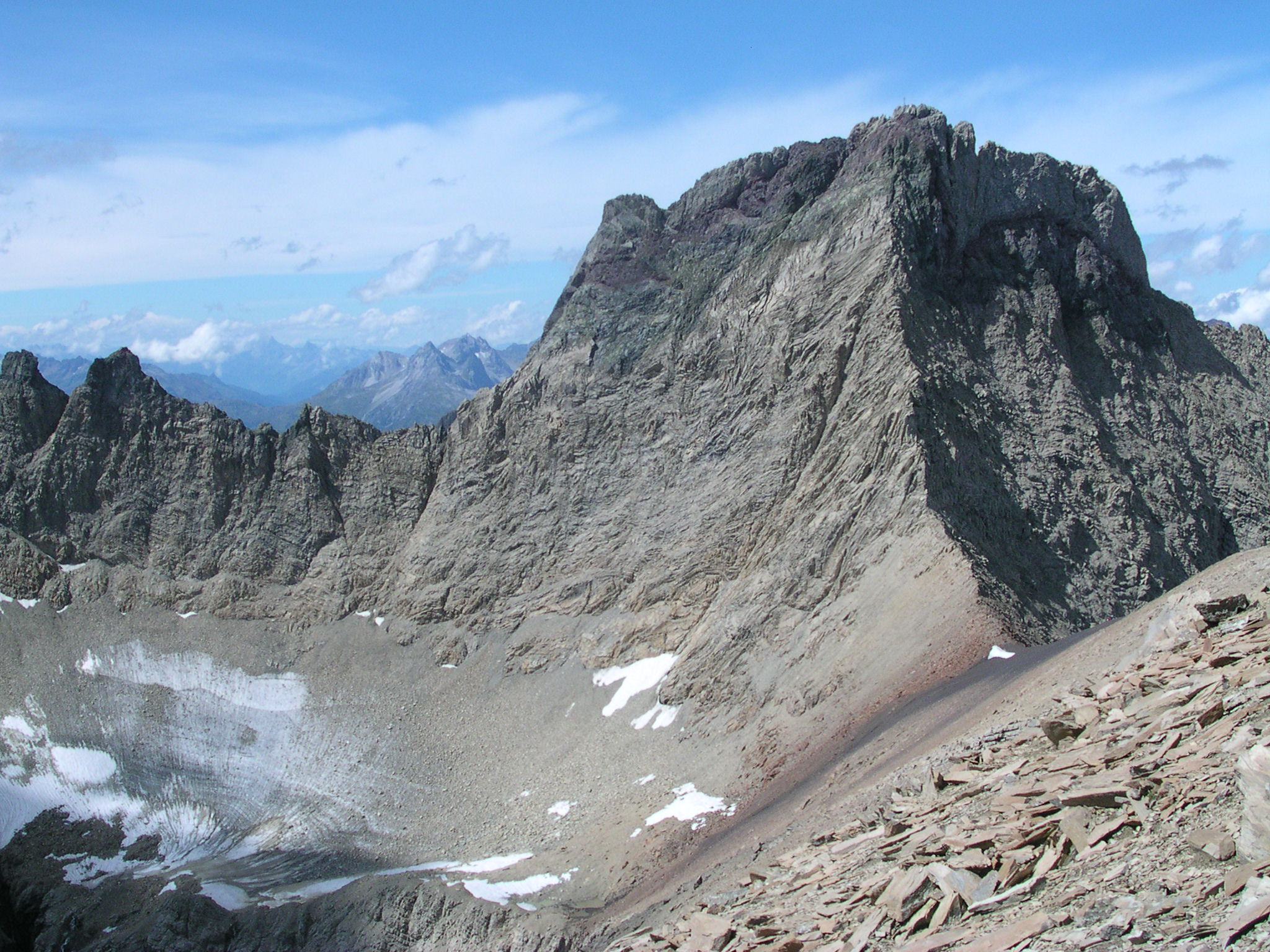
De oostzijde van de Parseierspitze, met rechts op de voorgrond de Patrolscharte

De Patrolscharte is een 2846 meter hoge bergpas in de Parseiergroep van de Lechtaler Alpen. Het is daarmee de hoogste alpiene overgang in dit gebergte. De pas ligt hemelsbreed ongeveer vierenhalve kilometer ten noordwesten van Grins in het Stanzertal in de Oostenrijkse deelstaat Tirol en scheidt de hoogste top van de Lechtaler Alpen, de Parseierspitze (3036 meter), van de Gatschkopf (2945 meter). De Patrolscharte vormt ook de waterscheiding tussen de Gasillbach, die ontwatert in de Sanna, in het zuiden en de Lochbach, een directe zijstroom van de Inn, in het noorden. Boven op de pashoogte komen de Augsburger Höhenweg, afkomstig van de in het westen gelegen Ansbacher Hütte (2376 meter), en de in noordzuidelijke richting verlopende route Spiehlerweg (tussen de Memminger Hütte (2242 meter) en de Augsburger Hütte (2298 meter) bijeen.